# 小卡尔巴赫
小卡尔巴赫是德国莱茵兰-普法尔茨州的一个市镇。总面积2.70平方公里，总人口908人，其中男性454人，女性454人（2011年12月31日），人口密度336人/平方公里。